# 小野建
小野建株式会社（おのけん）は、鋼材・建材の独立系専門商社である。

## 概要
創業は1926年（大正15年）。個人の金物商としてスタートした。1949年（昭和24年）に資本金100万円で株式会社小野建材社を設立。オノケンと略されて呼ばれることが多かったため、現在の社名に変更した。発祥の地である大分県大分市に登記上の本店を置き、業務上の本部（管理統括本部）は福岡県北九州市に置いていたが、2016年（平成28年）7月1日に登記上の本店を北九州市に移転した。
2007年には福岡支店を移転。九州最大級となる物流センターとH形鋼加工ラインを完備しており、鋼材の販売から加工、鉄骨工事まで、すべて一式に引き受ける鉄骨プロジェクトでさらなる飛躍を目指している。
業界に先駆けて輸入鋼材を取り扱うなど、独立系の鉄鋼商社としては先駆的な存在と言える。
各拠点に大型ストックヤードを自社で保有しており、大量在庫をウリとするスーパーマーケット式の川下戦略で全国展開を目指す一方で、工事請負業や鋼材の加工と事業範囲を広めている。

## 沿革
- 1926年（大正15年） - 金物商として創業[2]。
- 1949年（昭和24年）8月 - 大分県大分市大字大分1414番地で株式会社小野建材社を設立[1]。
- 1955年（昭和30年）8月 - 本店を大分県大分市大字大分字南新町2712番地の1に移転[1]。
- 1957年（昭和32年）2月 - 商号を小野建株式会社に変更[1]。
- 1968年（昭和43年）11月 - 本店を大分県大分市大字勢家字京泊1396番地の41に移転[1]。
- 1994年（平成6年）10月 - 本店を大分県大分市大字鶴崎1995番地の1に移転[1]。
- 1994年（平成6年）11月18日 - 日本証券業協会（現：JASDAQ）に株式を店頭登録[1]。
- 1999年（平成11年）1月 - 大阪証券取引所、福岡証券取引所に上場[1]。
- 2002年（平成14年）8月 - コイルセンターとして西日本スチールセンターを設立[1]。
- 2003年（平成15年）12月18日 - 東京証券取引所二部に重複上場[1]。
- 2005年（平成17年）3月1日 - 東証一部に指定[1]。
- 2008年（平成20年）3月 - 株式公開買付けにより、横浜鋼業を子会社にする[1]。
- 2008年（平成20年）10月 - 株式交換により、横浜鋼業を完全子会社にする[1]。
- 2009年（平成21年）6月 - 三協則武鋼業を子会社化[1]。
- 2013年（平成25年）3月 - 横浜鋼業を吸収合併[1]。
- 2015年（平成27年）2月 ‐ ナダコーより事業譲受。[4]
- 2016年（平成28年）2月 ‐ 秋山寅吉商店より事業譲受。[4]
- 2016年（平成28年）7月1日 - 登記上の本店を大分県大分市から福岡県北九州市に移転[5]。
- 2019年（令和元年）10月 - 森田鋼材を子会社化。[6]
- 2022年（令和4年）11月 - ヤマサを子会社化。[6]
- 2023年（令和5年）7月 - 興永鋼材（現小野建スチール）を子会社化。[7]
- 2024年（令和6年）2月 - 大林商会より事業譲受。[8]
- 2024年（令和6年）2月 - マツオメタルを子会社化。[9]
- 2024年（令和6年）3月 - 三豊鋼業を子会社化。[10]
- 2024年（令和6年）11月 - 長期ビジョン2035をリリース。[11]
- 2025年（令和7年）5月 - 第1次中期経営計画をリリース。[12]
- 2025年（令和7年）6月27日 - 小野建社長が退任し、小野剛が代表取締役社長に就任。[13]
- 2025年（令和7年）6月30日 - 中央鋼材を子会社化。[14]

## 子会社
- 西日本スチールセンター株式会社（連結子会社）[15]
- 三協則武鋼業株式会社（連結子会社）[15]
- 小野建沖縄株式会社（連結子会社）[15]
- 有限会社ブライト（非連結子会社）[15]
- 森田鋼材株式会社（非連結子会社）[15]
- 株式会社ヤマサ（連結子会社）[15]
- 小野建スチール株式会社（連結子会社）[15]
- 大林商会株式会社（非連結子会社）[15]
- マツオメタル株式会社（非連結子会社）[15]
- 三豊鋼業株式会社（非連結子会社）[15]

## 関連人物
- 山崎正貴 - 元プロ野球選手。プロ野球退団後に同社東京支店の草野球チームに所属。
- 谷内田敦士 - 元プロ野球選手。プロ野球退団後に同社東京支店の草野球チームに所属。